# Living Reviews in Relativity
Living Reviews in Relativity (в переводе с англ.  «Живые обзоры по теории относительности») — обзорный онлайн журнал по гравитации и теории относительности. Выпускается Институтом гравитационной физики общества Макса Планка, Потсдам, Германия.
Индексируется в OAIster (University of Michigan’s Open Archives harvester OAIster), DOAJ (Lund University’s Directory of Open Access Journals), ADS (NASA Astrophysics Data System) и ZentralBlatt MATH.